# Tiña corporal
La tiña corporal (también tinea corporis, tiña circinada o herpes circinado) es un tipo de dermatofitosis, una infección superficial de la piel localizada en todas las regiones del cuerpo humano que no tienen pelo, excepto en las palmas, las plantas y las ingles. Es causado por hongos dermatofitos de los géneros Microsporum, Epidermophyton y Trichophyton.

## Epidemiología
La tiña corporal es una dermatofitosis muy frecuente alrededor del mundo, particularmente en zonas cálidas y húmedas. Afecta tanto a niños como adultos y en ambos sexos.
Los niños desnutridos, diabéticos, con una higiene precaria o inmunodeprimidos, tienen más posibilidades de contraerlo. En la edad adulta se considera como algo excepcional. 

## Etiología
En niños las especies causante predominantes son M. canis (la más frecuente) y T. tonsurans. En adultos son más frecuentes las infecciones por T. rubrum seguido de M. canis.

## Cuadro clínico
Las tiñas de la piel tienen un aspecto circular característico con bordes eritematosos y descamados con pequeñas vesículas y/o pápulas. Son lesiones pruríticas y aparecen en cualquier parte de la piel expuesta y lampiña, con más frecuencia en la cara, brazos y espalda.
Se resuelve de 2 a 4 semanas.

## Diagnóstico
La combinación de la historia médica, el examen físico y el diagnóstico de laboratorio son críticos para el correcto diagnóstico. La dermatitis seborreica, candidiasis cutánea y la psoriasis son muy similares en su presentación clínica. El examen directo con KOH al 30% y el cultivo micológico (agar de Sabouraud) confirman la dermatofitosis correcta, de existir una. 

## Tratamiento
Es una infección de fácil resolución si se recupera la higiene de la zona afectada (limpia y seca). Tratamientos antimicóticos como el miconazol o el clotrimazol son efectivos en controlar estos organismos.